# Douwe de Hoop
Douwe de Hoop (Workum, 24 maart 1800 - Amsterdam, 27 oktober 1830) was een Nederlandse kunstschilder en tekenaar. 
Al op jonge leeftijd werd er grote talent in schilderen gezien bij Douwe en naarmate zijn carrière als schilder vorderde, werd hij al snel als een jonge meester gezien. Zijn schilderijen waren dan ook in zijn tijd al zeer geliefd en enige verkochten voor aanzienlijk hoge bedragen op lokale exposities. Zo schilderde hij rond zijn 27e levensjaar een van zijn werken genaamd ‘Boerenbinnenhuis bij kaarslicht’ dat in 1828 door hem tentoongesteld werd op de Amsterdamse Tentoonstelling der levende meesters. Door dit schilderij zag men de grote kwaliteit van de schilder in die met reuze stappen leek te vorderen. Maar helaas. De jonge meester overleed in 1830 aan de tering. Na zijn overlijden werd in 1837 het Boeren-Binnenhuis bij kaarslicht verkocht voor een 1425 Florijn. Een aanzienlijk bedrag voor een jonge meester die slechts 30 jaar oud werd.

## Leven en werk
De Hoop werd in 1800 te Workum geboren als zoon van de houtmolenaar Jan de Hoop en Gelida Pieters Hessling. Volgens Kramm wensten zijn ouders dat hij een loopbaan in de handel zou kiezen, maar hij verkoos een leven als kunstenaar.  In Workum kreeg hij les van de kunstschilder Joost Zeeman. Vervolgens ging hij in de leer bij Cornelis Kruseman in Amsterdam. Hij kreeg zijn verdere opleiding aan de toenmalige Amsterdamse Kunstacademie. Al tijdens zijn opleiding werd zijn werk meerdere malen bekroond. De Hoop schilderde genre- en figuurvoorstellingen, maar ook portretten en stillevens. Hij behoorde tot de kleine groep van kunstschilders die zich toelegden op het schilderen van kaarslichtvoorstellingen. Hij was de leermeester van Petrus Kiers, die zich eveneens zou specialiseren op het gebied van kaarslichtvoorstellingen. De Hoop legde in zijn werk ook de gevolgen van de stormvloed van 1825 vast, waarbij de dijken nabij zijn geboorteplaats Workum waren doorgebroken. Van zijn afbeeldingen van de ramp werden enkele prenten gemaakt.
Het oeuvre van De Hoop is vrij beperkt gebleven. Hij overleed al op jonge leeftijd in 1830, 30 jaar oud, aan de tering in Amsterdam. Werk van De Hoop bevindt zich onder meer in de collecties van het Rijksmuseum Amsterdam, het Fries Museum en het Fries Scheepvaart Museum.

## Literatuur

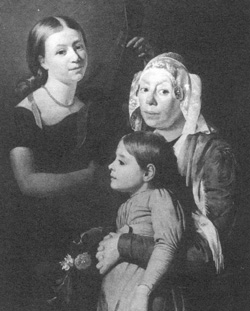
Friese familie (1828)
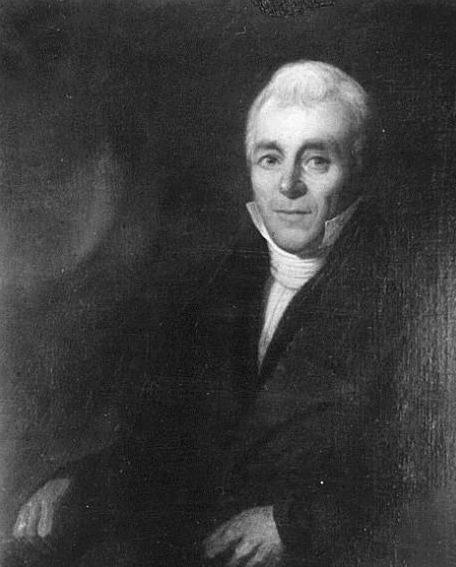
Portret van Rinse Koopmans (1820/1824)
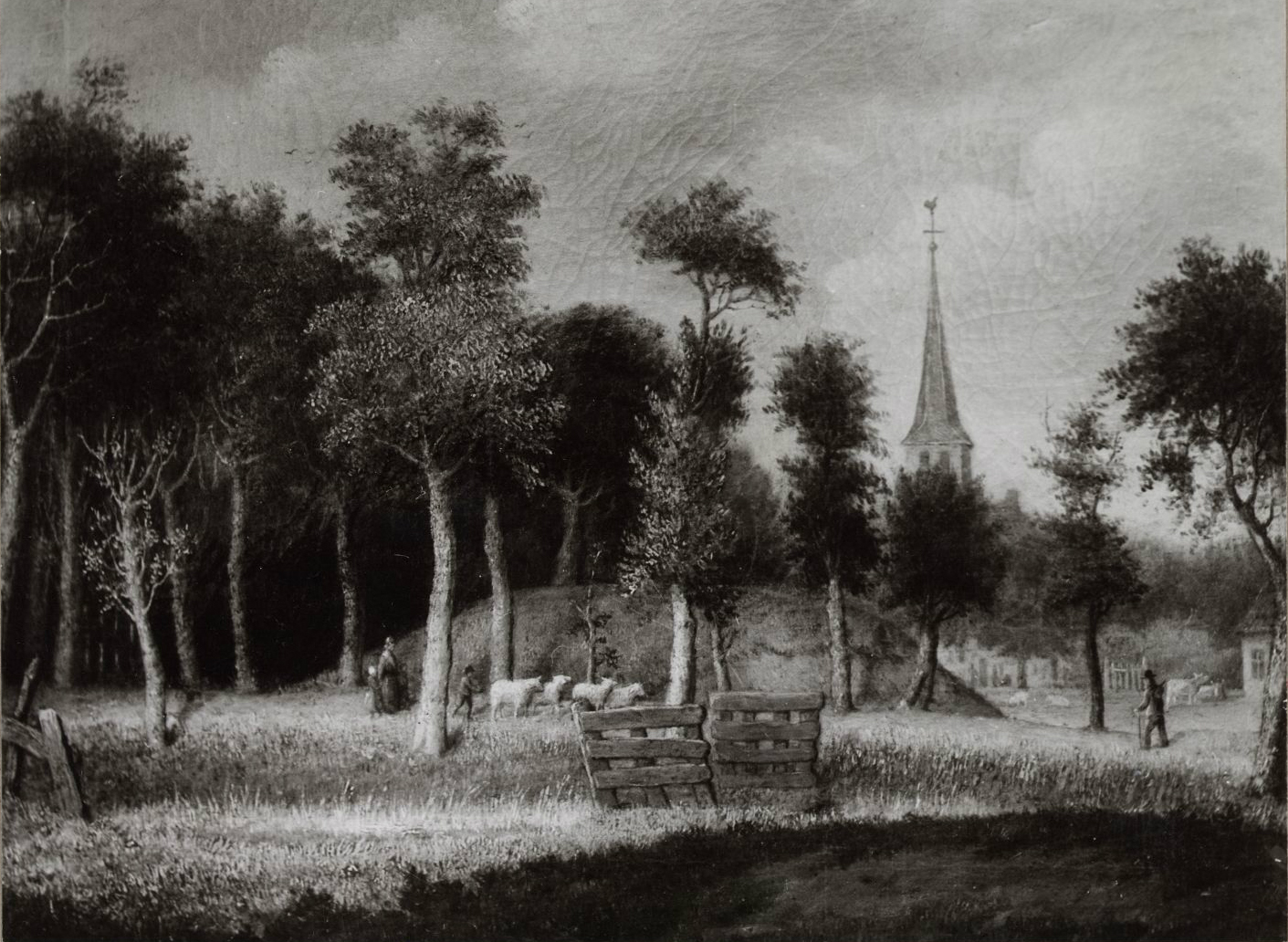
Omgeving Nijland geschilderd door De Hoop